# Манастир Алаџа
Манастир Алаџа је средњевековни православни манастир у Бугарској.
Његов настанак везује се за хришћански покрет исихазам који је током средњег века био врло распрострањен на подручју Бугарске. Алаџа манастир је међу најбоље очуваним средиштима духовности из тог доба. Смештен је у североисточном делу Бугарске, у непосредној близини чувеног одмаралишта на бугарском црноморју „Златни пјасци“ и на око 17 км од града Варне.
Висина вертикалног масива достиже 40 метара, а део је висоравни ишаране природним удубљењима које сведоче о древној прошлости тог места. Ово подручје је било насељено још у доба раног хришћанства (4-6. век). У прилог томе говоре откривени керамички фрагменти и кованице, као и крстови уклесани у зид. Не постоје подаци о томе какво је било хришћанско име манастира. Након што је Бугарска потпала под Османлијску власт маанстир је угашен. На арапско-персијском језику „алаџа“ значи „шарен“. Претпоставља се да су га мештани тако назвали због бројних шарених фресака на његовим зидовима. Нажалост, мало тога је сачувано. Могу се видети само поједини делови икона на основу којих стручњаци не могу да их рестауришу.
Главне просторије које су уклесане на два нивоа су: монашке ћелије, параклис, крипта, храм намењен одржавању молитви за покој душе. У стенама су сачуване и просторије које су монаси користили као кухињу и трпезарију. На првом нивоу, одмах поред дрвених степеница, налази се манастирска црква. У источни зид цркве уграђена је олтарска апсида. У цркви је сачуван само мали део фресака. Према научницима, први, односно горњи слој фресака највероватније је насликан крајем 18. века. Испод њега је пронађен други слој који датира из 11-12. века. У под цркве су уклесане камене степенице које воде ка шест монашких ћелија.